# Roberto Tornar
Roberto Tornar (em inglês:  Robert Turner) (Irlanda ou Inglaterra, c. 1587 — Vila Viçosa, c. 1629) foi um compositor de origem inglesa ou irlandesa que trabalhou em Portugal como mestre de capela.

## Biografia

Paço Ducal de Vila Viçosa

Roberto Tornar nasceu por volta de 1587 em Inglaterra ou na Irlanda. Era católico e, por essa razão fugiu da sua terra natal para a Península Ibérica para escapar às perseguições anglicanas. Com esse estatuto de recusant foi possivelmente apoiado pelo duque de Bragança D. Teodósio II, que, na qualidade de patrono o terá enviado para Madrid, onde foi discípulo de Géry de Ghersem e Mateo Romero. Posteriormente, regressou a Portugal. Em 8 de abril de 1616 sucedeu a António Pinheiro como mestre de capela no Paço Ducal de Vila Viçosa, o palácio de D. Teodósio II.
Para além da sua capela, o duque de Bragança também o incumbiu da educação musical do seu filho D. João, que viria a tornar-se rei de Portugal com a Restauração da Independência assim como um importante compositor e musicólogo. Contudo, o mérito de Roberto Tornar terá sido diminuto, uma vez que subsistem relatos de que o jovem não apreciava as suas aulas de música. Este, ao crescer, não demonstrou grande gratidão ao seu antigo mestre.
Um dado que subsistiu da sua vida pessoal é o seu matrimónio com Catarina Lopes de Quintana. Morreu em data incerta, após 1629 em Vila Viçosa.

## Obras
Da sua obra sobreviveram apenas 4 salmos preservadas em forma manuscrita na biblioteca do Paço Ducal de Vila Viçosa:
- "Beati omnes", a 4vv
- "Confitebor tibi Domine", a 4vv
- "De profundis", a 4vv
- "Levavi oculos meos", a 4vv

### Obras perdidas
- Várias cançonetas do Natal